# Thielavia kuwaitensis
Thielavia kuwaitensis är en svampart som beskrevs av Moustafa 1976. Thielavia kuwaitensis ingår i släktet Thielavia och familjen Chaetomiaceae.   Inga underarter finns listade i Catalogue of Life.